# Liste des matchs de l'équipe de Taïwan de football par adversaire
Cette liste présente les matchs de l'équipe de Taipei chinois de football par adversaire rencontré. Lorsqu'une rivalité footballistique particulière existe entre Taïwan et un autre pays, une page spécifique est parfois proposée.
- Haut – A
- B
- C
- D
- E
- F
- G
- H
- I
- J
- K
- L
- M
- N
- O
- P
- Q
- R
- S
- T
- U
- V
- W
- X
- Y
- Z

## A

### Australie
Confrontations entre l'Australie et Taïwan :
| Date             | Lieu      | Match              | Score | Compétition                                |
| 3 décembre 1965  | Hong Kong | Taïwan - Australie | 1-3   | Match amical                               |
| 13 mars 1977     | Ba        | Australie - Taïwan | 3-0   | Qualifications pour la Coupe du monde 1978 |
| 16 mars 1977     | Ba        | Taïwan - Australie | 1-2   | Qualifications pour la Coupe du monde 1978 |
| 27 novembre 1979 | Taipei    | Taïwan - Australie | 0-2   | Match amical                               |
| 10 juin 1981     | Adelaide  | Australie - Taïwan | 3-2   | Qualifications pour la Coupe du monde 1982 |
| 6 septembre 1981 | Taipei    | Taïwan - Australie | 0-0   | Qualifications pour la Coupe du monde 1982 |
| 23 octobre 1985  | Adelaide  | Australie - Taïwan | 7-0   | Qualifications pour la Coupe du monde 1986 |
| 27 octobre 1985  | Sydney    | Taïwan - Australie | 0-8   | Qualifications pour la Coupe du monde 1986 |
| 9 décembre 2012  | Hong Kong | Australie - Taïwan | 8-0   | Match amical                               |
| 15 octobre 2019  | Kaohsiung | Taïwan - Australie | 1-7   | Qualifications pour la Coupe du monde 2022 |

Bilan
- Total de matchs disputés : 10
- Victoires de l'équipe d'Australie : 8
- Victoires de l'équipe de Taïwan : 1
- Match nul : 1

## B

### Brunei

#### Confrontations
Confrontations entre Brunei et Taïwan :
|   | Date         | Lieu                | Match           | Score | Compétition                                                   |
| - | ------------ | ------------------- | --------------- | ----- | ------------------------------------------------------------- |
| 1 | 8 avril 2009 | Colombo             | Taïwan - Brunei | 5-0   | AFC Challenge Cup 2010 (qualification)                        |
| 2 | 12 mars 2015 | Kaohsiung           | Taïwan - Brunei | 0-1   | Éliminatoires de la Coupe d'Asie des nations de football 2019 |
| 3 | 17 mars 2015 | Bandar Seri Begawan | Brunei - Taïwan | 0-2   | Éliminatoires de la Coupe d'Asie des nations de football 2019 |

#### Bilan
Au 2 avril 2019 :
- Total de matchs disputés : 3
- Victoires de Brunei : 1
- Match nul : 0
- Victoires de Taïwan : 2
- Total de buts marqués par Brunei : 1
- Total de buts marqués par Taïwan : 7

## C

### Cambodge
Confrontations entre le Cambodge et Taïwan :
| Date           | Lieu         | Match             | Score | Compétition                                                                            |
| 23 août 1964   | Kuala Lumpur | Cambodge - Taïwan | 0-4   | Match amical                                                                           |
| 8 octobre 2014 | Taipei       | Taïwan - Cambodge | 0-2   | Match amical                                                                           |
| 2 juin 2016    | Kaohsiung    | Taïwan - Cambodge | 2-2   | Qualifications pour la Coupe d'Asie des nations de football de 2019 (match de barrage) |
| 7 juin 2016    | Phnom Penh   | Cambodge - Taïwan | 2-0   | Qualifications pour la Coupe d'Asie des nations de football de 2019 (match de barrage) |

Bilan
- Total de matchs disputés : 1
- Victoires de l'équipe du Cambodge : 2
- Match nul : 1
- Victoires de l'équipe de Taïwan : 1

## J

### Japon
Confrontations entre Taïwan et le Japon :
| Date            | Lieu         | Match          | Score | Compétition                                                     |
| 15 août 1963    | Kuala Lumpur | Taïwan - Japon | 2-0   | Match amical                                                    |
| 30 juillet 1967 | Taipei       | Taïwan - Japon | 2-0   | Qualifications pour la Coupe d'Asie des nations 1968 (Groupe 3) |
| 16 août 1970    | Kuala Lumpur | Taïwan - Japon | 2-3   | Match amical                                                    |

Bilan
Total de matchs disputés : 3
- Victoire de l'équipe du Japon : 1
- Match nul : 1
- Victoire de l'équipe de Taïwan : 1

## M

### Macao

#### Confrontations
Confrontations entre Macao et Taïwan :
|    | Date              | Lieu      | Match          | Score | Compétition                                                         |
| -- | ----------------- | --------- | -------------- | ----- | ------------------------------------------------------------------- |
| 1  | 7 juin 1992       | Pyongyang | Macao - Taïwan | 2-0   | Tour préliminaire à la Coupe d'Asie des nations 1992 (gr. 4)        |
| 2  | 2 mars 2003       | Hong Kong | Macao - Taïwan | 1-2   | Coupe d'Asie de l'Est 2003 (tour préliminaire)                      |
| 3  | 23 novembre 2003  | Taipei    | Taïwan - Macao | 3-0   | Phase qualificative de la Coupe du monde 2006 (zone Asie, 1er tour) |
| 4  | 29 novembre 2003  | Macao     | Macao - Taïwan | 1-3   | Phase qualificative de la Coupe du monde 2006 (zone Asie, 1er tour) |
| 5  | 9 août 2006       | Macao     | Macao - Taïwan | 0-1   | Match amical                                                        |
| 6  | 24 juin 2007      | Macao     | Macao - Taïwan | 2-7   | Coupe d'Asie de l'Est 2008 (match pour la 6e place)                 |
| 7  | 9 octobre 2010    | Kaohsiung | Taïwan - Macao | 7-1   | Coupe Long Teng 2010 (en)                                           |
| 8  | 30 septembre 2011 | Kaohsiung | Taïwan - Macao | 3-0   | Coupe Long Teng 2011 (en)                                           |
| 9  | 25 septembre 2012 | Bacolod   | Taïwan - Macao | 2-2   | Coupe de la Paix des Philippines 2012 (en)                          |
| 10 | 9 octobre 2015    | Taipei    | Taïwan - Macao | 5-1   | Match amical                                                        |
| 11 | 4 juillet 2016    | Dededo    | Taïwan - Macao | 3-2   | Coupe d'Asie de l'Est 2017 (1er tour)                               |

#### Bilan
Au 9 avril 2019 :
- Total de matchs disputés : 11
- Victoires de Macao : 1
- Matchs nuls : 1
- Victoires de Taïwan : 9
- Total de buts marqués par Macao : 12
- Total de buts marqués par Taïwan : 36

## T

### Timor oriental

#### Confrontations
Confrontations entre Taïwan et le Timor oriental :
|   | Date              | Lieu      | Match                   | Score | Compétition                                                  |
| - | ----------------- | --------- | ----------------------- | ----- | ------------------------------------------------------------ |
| 1 | 23 mars 2003      | Colombo   | Taïwan - Timor oriental | 3-0   | Tour préliminaire à la Coupe d'Asie des nations 2004 (gr. B) |
| 2 | 8 septembre 2016  | Kaohsiung | Timor oriental - Taïwan | 2-1   | Éliminatoires de la Coupe d'Asie des nations 2019 (barrages) |
| 3 | 11 septembre 2016 | Kaohsiung | Taïwan - Timor oriental | 2-1   | Éliminatoires de la Coupe d'Asie des nations 2019 (barrages) |
| 4 | 4 décembre 2017   | Taipei    | Taïwan - Timor oriental | 3-1   | Match amical                                                 |

#### Bilan
Au 11 avril 2019 :
- Total de matchs disputés : 4
- Victoires de Taïwan : 3
- Match nul : 0
- Victoires du Timor oriental : 1
- Total de buts marqués par Taïwan : 9
- Total de buts marqués par le Timor oriental : 4